# Linie 1
Linie 1 je název německého muzikálu z roku 1986, pojednávajícího o jedné z nejznámějších[zdroj⁠?!] linek západoberlínské podzemní dráhy, o lince U1. Muzikál byl uveden ve známém[zdroj⁠?!] divadle pro děti a mladistvé Grips-Theater, získal však během krátké doby velikou oblibu ve všech kruzích obyvatelstva a stal se v té době jedním z nejnavštěvovanějších divadelních kusů.

## Pozadí
Berlínská linie nebo linka 1, která dříve (v době rozdělení města) spojovala čtvrtě Ruhleben a Kreuzberg, projížděla skutečnými protiklady berlínské společnosti v sociálním, hospodářském i kulturním smyslu. Západní úsek linky probíhal celkem dobře zabydlenými měšťanskými oblastmi. Přibližně v polovině linky, na stanici Zoologisches Garten, se linka č. 1 dostala do problematických sfér[zdroj⁠?!], které se již tehdy, v osmdesátých letech minulého století, vyznačovaly problematikou sociálních rozdílů a zejména zneužívání drog. Dále na východ pak linie 1 vjížděla (a dodnes vjíždí) na území „skutečného“ Berlína, tedy Kreuzbergu, čtvrtě, která je jedinečná a která až dodnes hraje v Berlíně jistou roli.
Čtvrť Kreuzberg patří k oblastem v Berlíně, které mají tradičně nejvyšší podíl cizinců[zdroj⁠?!], zejména občanů turecké národnosti. To se projevuje zejména v těch oblastech Kreuzbergu, kudy projíždí linka 1, kde lze najít ulice s výlučně tureckými obchody a lokály[zdroj⁠?!]. Linka č. 1 si proto již v sedmdesátých letech minulého století vysloužila přízvisko Orient express, především pak Istanbulská dráha[zdroj⁠?!]. Tyto oblasti byly od konce 60. let 20. století velice oblíbené ve studentských kruzích a platily jako něco, co v Německu jinak není možné najít.

## Děj
Do tohoto prostředí přijíždí jedna mladá dívka odněkud ze západního Německa, která chce najít jednoho „přítele“, kterého kdesi potkala. Vystoupí na nádraží Zoologisches Garten a jede ho hledat, přičemž vstoupí přirozeně do linky č. 1.
Na této cestě pak projíždí různými čtvrtěmi, poznává jejich obyvatele. Velice sarkastický pohled na ně byl mimo jiné příčinou velkého úspěchu muzikálu[zdroj⁠?!].

## Muzikál a film
Roku 1988 byl tento muzikál uveden ještě jednou v kinech jako film, režii vedl Reinhard Hauff.